# Санта Венере (Пескара)
Санта Венере (итал. Santa Venere) је насеље у Италији у округу Пескара, региону Абруцо.
Према процени из 2011. у насељу је живело 65 становника. Насеље се налази на надморској висини од 164 м.